# Euro Cup 1997
La Euro Cup 1997 è stata la seconda edizione dell'omonimo torneo disputato nel 1997. È stata organizzata dalla EFAF.
La finale è stata vinta per 21-13 dai danesi Roskilde Kings sugli svizzeri Seaside Vipers.
Al campionato hanno preso parte 4 squadre, suddivise in 2 gironi.

## Squadre partecipanti
| Club              | Città     | Stadio | Sponsor ufficiale | Risultato nella stagione 1996     |
| ----------------- | --------- | ------ | ----------------- | --------------------------------- |
| Brussels Angels   | Bruxelles |        |                   | Vicecampioni del Belgio           |
| Roskilde Kings    | Roskilde  |        |                   | Campioni di Danimarca             |
| Seaside Vipers    | San Gallo |        |                   | Semifinalisti campionato svizzero |
| Tournai Cardinals | Tournai   |        |                   | Campioni del Belgio               |

## Stagione regolare

### Calendario
Sono noti solo i seguenti incontri di stagione regolare.
| 12 aprile 1997 | Seaside Vipers | 50 – 28 | Brussels Angels |  |

| 26 aprile 1997 | Tournai Cardinals | 0 – 31 | Seaside Vipers |  |

### Classifica
Classifiche elaborate sulla base degli incontri noti.

La classifica della regular season è la seguente:
- PCT = percentuale di vittorie, G = partite giocate, V = partite vinte, P = partite perse, PF = punti fatti, PS = punti subiti
- La qualificazione alla finale è indicata in verde

#### Girone A
| Pos. | Squadra        | %V | G | V | P | PF | PS |
| ---- | -------------- | -- | - | - | - | -- | -- |
| 1    | Roskilde Kings | -  | - | - | - | -  | -  |

#### Girone B
| Pos. | Squadra           | %V    | G | V | P | PF | PS |
| ---- | ----------------- | ----- | - | - | - | -- | -- |
| 1    | Seaside Vipers    | 1.000 | 2 | 2 | 0 | 81 | 28 |
| 2    | Brussels Angels   | .000  | 1 | 0 | 1 | 28 | 50 |
| 3    | Tournai Cardinals | .000  | 1 | 0 | 1 | 0  | 31 |

## Verdetti
- Roskilde Kings Vincitori della Euro Cup 1997